# Painteria elachistophylla
Painteria elachistophylla är en ärtväxtart som först beskrevs av Sereno Watson, och fick sitt nu gällande namn av Nathaniel Lord Britton och Joseph Nelson Rose. Painteria elachistophylla ingår i släktet Painteria och familjen ärtväxter. Inga underarter finns listade i Catalogue of Life.